# بيغ والتر هورتون
بيغ والتر هورتون (بالإنجليزية: Big Walter Horton)‏ هو موسيقي أمريكي، ولد في 6 أبريل 1917 في هورن ليك في الولايات المتحدة، وتوفي في 8 ديسمبر 1981 في شيكاغو في الولايات المتحدة بسبب قصور القلب.

## وصلات خارجية
- بيغ والتر هورتون على موقع IMDb (الإنجليزية)
- بيغ والتر هورتون على موقع ميوزك برينز (الإنجليزية)
- بيغ والتر هورتون على موقع أول ميوزيك (الإنجليزية)
- بيغ والتر هورتون على موقع ديسكوغز (الإنجليزية)